# Irish League 1901/1902
Dvanáctý ročník Irish League (1. irské fotbalové ligy) se konal za účasti již nově osmi klubů. Titul získal již pošesté v klubové historii Linfield FC.